# Presezzo
Presezzo is een gemeente in de Italiaanse provincie Bergamo (regio Lombardije) en telt 4657 inwoners (31-12-2004). De oppervlakte bedraagt 2,1 km², de bevolkingsdichtheid is 2262 inwoners per km².

## Demografie
Presezzo telt ongeveer 1754 huishoudens. Het aantal inwoners steeg in de periode 1991-2001 met 10,3% volgens cijfers uit de tienjaarlijkse volkstellingen van ISTAT.
| Jaar | Inwoneraantal |
| ---- | ------------- |
| 1991 | 4107          |
| 2001 | 4529          |
| 2004 | 4657          |

## Geografie
De gemeente ligt op ongeveer 236 m boven zeeniveau.
Presezzo grenst aan de volgende gemeenten: Bonate Sopra, Mapello, Ponte San Pietro.